# Víctor Mariscal
Víctor Mariscal Mata (San Luis Potosí, 24 maggio 1972) è un ex cestista messicano.

## Carriera
Con il Messico ha disputato tre edizioni dei Campionati americani (2001, 2003, 2007).